# Margaret Cruickshank
Pour les articles homonymes, voir Cruickshank.
Margaret Barnett Cruickshank (1er janvier 1873 - 28 novembre 1918) est une médecin néo-zélandaise décédée lors de la pandémie de grippe espagnole de 1918. Elle a été la première femme médecin enregistrée en Nouvelle-Zélande.

## Jeunesse et famille
Cruickshank est née avec une jumelle, Christina, le jour du Nouvel an 1873 à Palmerston, une petite ville de l'île du Sud de la Nouvelle-Zélande. Leurs parents étaient Elizabeth (née Taggart) et George, qui avaient émigré ensemble d'Écosse ; d'abord en Australie puis à Dunstan dans la région du centre d'Otago, pour y rejoindre la ruée vers l'or,.
La mère de Cruickshank est décédée alors que les jumelles étaient jeunes et, par conséquent, elles étaient nécessaires à la maison pour aider à élever leurs cinq frères et sœurs plus jeunes. Elles allaient à l'école à tour de rôle ; celle qui étudiait enseignait à celle qui était restée à la maison. De cette façon, elles ont terminé leurs études au lycée du district de Palmerston (en), puis sont allées ensemble au lycée pour filles d'Otago (en) à Dunedin. Les deux filles étaient duxes en 1891.

## Carrière médicale
Cruickshank a fréquenté la faculté de médecine de l'Université d'Otago Dunedin et a été la deuxième femme, après Emily Siedeberg, en Nouvelle-Zélande à terminer ses études de médecine, obtenant son diplôme en 1897. Elle est entrée en médecine générale (la première femme en Nouvelle-Zélande à le faire) à Waimate initialement par le biais d'un assistant avec le médecin établi HC Barclay. Elle a poursuivi ses études et a obtenu un doctorat en médecine en 1903.
En 1913, Cruickshank termina ses études de troisième cycle à Édimbourg et à Dublin, voyageant également en Europe et en Amérique. Pour montrer leur estime, les habitants de Waimate lui ont offert une montre en or, une chaîne et un sac à main de 100 souverains en or, lors d'une fonction publique avant son départ. Le Waimate Museum expose cette montre de poche en or. L'inscription à l'intérieur du boîtier de la montre se lit comme suit : "Offert à Margaret B Cruickshank, de ses nombreux amis Waimate Feby. 13th 1913."
Pendant la Première Guerre mondiale, elle a organisé le travail du Waimate Red Cross Fund et a pris en charge la charge de travail de son partenaire, le Dr Barclay, qui s'était enrôlé et était parti à l'étranger. Elle était également l'une des trois médecins qui ont partagé son rôle de surintendant de l'hôpital en son absence. Lorsque la pandémie de grippe espagnole de 1918 a éclaté, Cruickshank a travaillé jour et nuit, s'occupant des enfants de parents malades, leur préparant des repas et même traire la vache d'une famille dont les adultes étaient trop malades pour le faire eux-mêmes. Finalement, elle tomba elle-même malade et mourut le 28 novembre 1918.

## Héritage

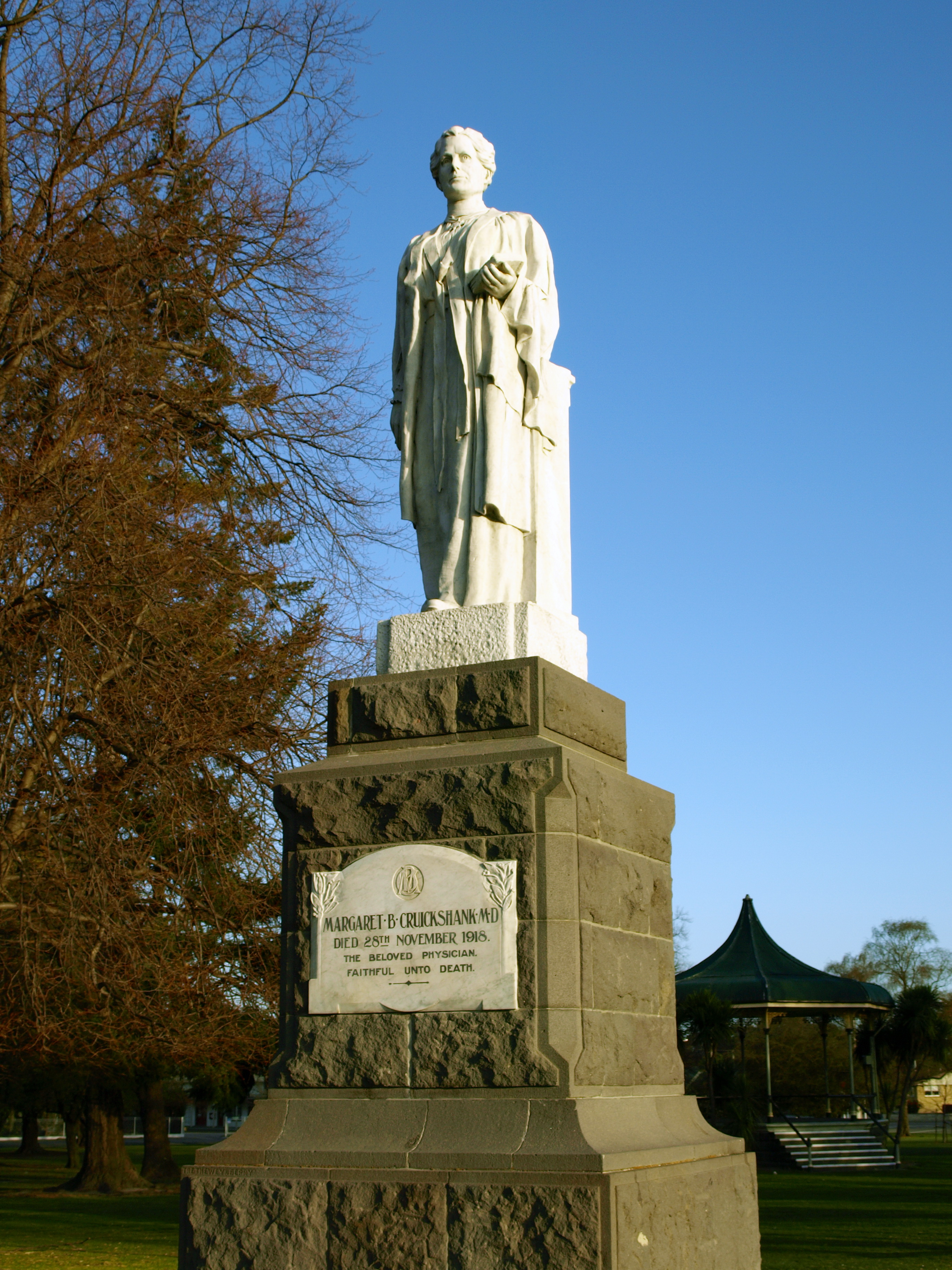
Mémorial Cruickshank en 2009

En 1923, une statue commémorative (en) a été dévoilée lors d'un service commémoratif à Seddon Square à Waimate. Parmi les orateurs à la cérémonie figuraient l'ancienne camarade de classe de Cruickshank, le Dr Emily Siedeberg, représentant l'Association des femmes médicales de Nouvelle-Zélande, le député de Waitaki (en), John Bitchener (en), et le président du conseil local, M. Hart. Mlle M. Allen était également présente, en tant que représentante de l'association des femmes de l'université d'Otago.
La statue a été sculptée par le sculpteur néo-zélandais William Trethewey (en). C'était le premier monument érigé en l'honneur d'une femme autre que la reine Victoria en Nouvelle-Zélande  et son inscription se lit comme suit « The Beloved Physician – Faithful Unto Death ».
En 1948, la maternité de l'hôpital de Waimate porte son nom.
Le Waimate Museum & Archives détient une collection d'objets, de lettres, de photos et d'œuvres d'art concernant le Dr Cruickshank. Certains d'entre eux peuvent être consultés en ligne via NZMuseums.
En 2017, Cruickshank a été sélectionnée comme l'une des « 150 femmes en 150 mots » de la Royal Society Te Apārangi, célébrant les contributions des femmes au savoir en Nouvelle-Zélande.